# Sterculia cheekei
Sterculia cheekei är en malvaväxtart som beskrevs av Laurence J. Dorr. Sterculia cheekei ingår i släktet Sterculia och familjen malvaväxter. Inga underarter finns listade i Catalogue of Life.